# Automolis xanthippa
Automolis xanthippa är en fjärilsart som beskrevs av Sergius G. Kiriakoff 1956. Automolis xanthippa ingår i släktet Automolis och familjen björnspinnare. Inga underarter finns listade i Catalogue of Life.